# Antoine Villiers-Moriamé
Pour les articles homonymes, voir Villiers et Moriamé.
Antoine Villiers-Moriamé (né Charles Antoine Théodore Villiers-Moriamé à Carcassonne le 6 janvier 1854 et mort à Paris le 14 août 1932) est un chimiste français.

## Biographie
Antoine Villiers-Moriamé (qui raccourcira parfois son nom, notamment dans ses publications, en Antoine Villiers) naît en 1854 à Carcassonne où son père est régent au collège communal. La famille s'installe à Paris en 1865. Antoine y fait ses études, aux lycées Louis-le-Grand et Charlemagne, puis au lycée Condorcet (alors lycée Fontanes) où son père est économe.
Bachelier ès lettres (1870) et ès sciences (1871), licencié ès sciences physiques (1873), il remplit à partir de 1875 les fonctions de préparateur à l'École pratique des hautes études, auprès de Marcellin Berthelot.
Après avoir obtenu son doctorat ès sciences physiques (1880) consacré à l'éthérification des sels minéraux, il est délégué au lycée Condorcet (alors lycée Fontanes) pour l'enseignement des sciences physiques et naturelles (septembre 1880).
Ayant soutenu le 28 décembre 1880 une thèse à l'École supérieure de pharmacie de Paris consacrée à l'Étude de plusieurs matières sucrées, il y devient pharmacien de première classe et chef des travaux pratiques de chimie en 1881. En 1883, ayant soutenu sa thèse sur la Recherche des poisons végétaux et animaux, il est classé premier en 1883 au concours d'agrégation de toxicologie et d'analyse, présidé par Marcellin Berthelot.
Toujours à l'École supérieure de pharmacie de Paris, il est chargé du cours complémentaire d'analyse chimique (1886 à 1995), et premier titulaire de la chaire de chimie analytique, de 1895 à sa retraite en 1925.
Gros travailleur, d'une insatiable curiosité, expérimentateur hors pair, auteur prolifique, Antoine Villiers-Moriamé possédait en outre "un talent fort utile au laboratoire, celui d'un souffleur de verre des plus habiles, et, à ce sujet, il disait plaisamment, que, si la Faculté s'avisait de se passer de ses services, il trouverait aisément le moyen de gagner sa vie, car un industriel lui avait proposé de l'employer comme souffleur de verre". Il réalisait "de véritables merveilles", comme des "flacons laveurs munis de soupapes de verre".
Antoine Villiers-Moriamé est le père de quatre enfants, dont le peintre Paul Villiers (1883-1914).

## Travaux principaux

### Chimie organique
En 1877, il montre que l'acide acétique, bien que monoacide, est susceptible de donner des sels acides, l'acide acétique jouant, en quelque sorte, le rôle de l'eau de cristallisation dans les sels normaux.
En 1880, dans sa thèse de doctorat es sciences physiques, "un monument d'érudition", il prolonge les travaux de Marcellin Berthelot et Léon Péan de Saint-Gilles, qui avaient déterminé les lois des équilibrés chimiques (vitesse et limite d'éthérification) qui s'établissent quand un alcool et un acide organique sont en présence. Il démontre que les mécanismes observés sont beaucoup plus complexes s'agissant des équilibres chimiques entre alcools et acides minéraux.
En 1883, en collaboration avec Charles Tanret, il retire des feuilles de noyer l'inosite inactive, sucre isomère du glucose que l'on connaissait précédemment comme issu des sucs musculaires.
En 1885, il publie une étude sur la curarine d'une espèce de plantes, le Strychnos toxifera.
En 1891, il découvre la cyclodextrine, cage moléculaire d'origine naturelle qui permet d'encapsuler diverses molécules.

### Chimie biologique et toxicologie
Il travaille sur les ptomaïnes (bases toxiques se produisant dans la putréfaction sous l'influence de certaines bactéries), et démontre qu'elles peuvent se former in vivo au cours de certaines maladies, en découvrant deux de ces ptomaïnes, l'une issue du choléra, l'autre issue d'organes d'enfants morts de broncho-pneumonie consécutive à la rougeole, et de diphtérie. Ses découvertes sur la possible formation naturelle de ptomaïnes et d'alcaloïdes à la suite de maladies peuvent éviter des erreurs lors d'enquêtes criminelles. 

### Chimie minérale
En 1895, il s'intéresse à la transformation des précipités, et plus spécialement des sulfures métalliques. Il montre que la différence de solubilité ou de couleur des oxydes ou des sulfures isomères est fonction essentielle de leur état de condensation, c'est-à-dire de leur degré d'hydratation, la forme stable étant toujours la plus condensée et la moins hydratée. Cette transformation varie en fonction des températures. Il en déduit l'existence de deux sulfures de zinc.

### Chimie analytique
En 1887, il décrit une méthode permettant de caractériser les sulfites en présence des hyposulfites et des sulfates, méthode basée sur la production d'anhydride sulfureux libre quand on ajoute une solution de chlorure de baryum à la solution de bisulfite alcalin.
Avec Fayolle, il met au point en 1894 une méthode permettant de caractériser les traces de chlore et de brome en présence ou non d'iode.
Toujours en 1894 et avec Fayolle, il montre que, contrairement à l'opinion admise, les cétones ne donnent aucune coloration avec la solution bisulfitique de rosaniline (réactif de Schiff).
En 1895, il met au point une méthode permettant de caractériser le nickel en présence du cobalt.
En 1899, avec Dumesnil, il décrit une méthode gravimétrique permettant de doser l'ammoniaque à l'état de chlorure d'ammonium.
En matière d'analyse des aliments, il met au point un grand nombre de méthodes portant sur des objets variés, soit à titre d'exemples : recherche de l'acide borique dans les vins boriqués ; mouillage des laits par l'examen de la déviation polarimétrique du petit lait ; dosage de la matière grasse du beurre par épuisement à chaud à l'éther ; caractérisation des cidres naturels au moyen de l'acétate neutre de plomb ; dosage du glucose, du lévulose et du saccharose dans les sirops commerciaux par réduction et lecture polarimétrique avant et après interversion.
En 1897, il publie un processus de destruction des matières organiques fondé sur l'observation suivante : si un corps oxydable se trouve dans un milieu susceptible de l'oxyder, mais dans des conditions telles que l'oxydation ne commence pas encore ou ne se produit que très lentement, l'addition d'une trace de sel manganeux détermine la réaction ou l'accélère.

### Chimie physique
En 1918, il publie les résultats d'un important travail relatif aux mesures de la tension de la vapeur de mercure à des températures variées dans l'air et dans les gaz raréfiés.

## Rôle social
Antoine Villiers-Moriamé anime le « laboratoire des fraudes » de l'École supérieure de pharmacie, qui est chargé du contrôle chimique des aliments dont il est le spécialiste reconnu : le Traité des falsifications et des altérations des substances alimentaires, qu'il publie en 1909, en six tomes et plus de 2 000 pages, fait référence. On peut y voir une préfiguration des organismes chargés du contrôle de la sécurité sanitaire des aliments, comme aujourd'hui l'ANSES.
Ami de Jules Ogier, le directeur du laboratoire de toxicologie de la Ville de Paris, il est par ailleurs expert auprès des tribunaux, et intervient fréquemment dans des procédures judiciaires, comme celle qui devait conclure à l'absence d'empoisonnement du baron de Reinach, impliqué dans le scandale de Panama.

### Principales œuvres d'Antoine Villiers-Moriamé
- A. Villiers, De l'éthérification des acides minéraux, Paris, Gauthier-Villars, 1880, thèse de doctorat.
- A. Villiers, Etude de plusieurs matières sucrées, Paris, 1880 (lire en ligne), thèse pour obtenir le titre de pharmacien de première classe.
- A. Villiers, Recherche des poisons végétaux et animaux, Paris, A. Parent éd., 1882 (lire en ligne), thèse pour l'agrégation de pharmacie.
- A. Villiers, Tableaux d’analyse qualitative des sels par voies humides, Paris, Octave Doin Editeur, 1890 (lire en ligne), sept éditions jusqu'en 1931. Cet ouvrage "contient les principes essentiels de l'analyse minérale. Sous une forme un peu schématique, et d'une consultation facile, il apporte à l'analyste des méthodes simples, mais exactes, soigneusement vérifiées, devant permettre de reconnaître les éléments minéraux, sans crainte d'ambiguïté"[13].
- A. Villiers, Précis d’analyse quantitative des métalloïdes et des métaux, Paris, 1893
- A. Villiers, E. Collin et M. Fayolle, Traité des falsifications et des altérations des substances alimentaires, Paris, Octave Doin et Fils, Editeurs, 1909 (lire en ligne)